# Naissance en 902
Naissance
- 898
- 899
- 900
- 901
- 902
- 903
- 904
- 905
- 906

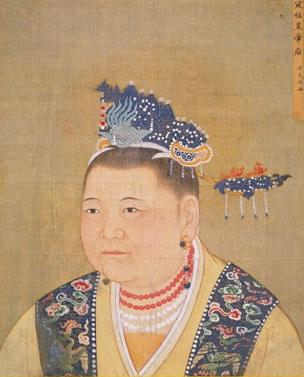
née vers 902.

Cette page dresse une liste de personnalités nées au cours de l'année 902 :
- 25 novembre : Liao Taizong, second empereur de l'empire Khitan.

- Edwige de Wessex, princesse de la maison de Wessex devenue reine des Francs par son mariage avec Charles III le Simple.
- Han Xizai (en), ministre de la période des Cinq Dynasties et des Dix Royaumes.
- Lothar I (en), comte de Walbeck (en).
- Wang Jun, premier Premier ministre des Zhou postérieurs.
- Xu Xinyue (en), concubine et possible épouse de Qian Yuanguan (en), deuxième roi de Wuyue (Chine).

date incertaine (vers 902)
- Dowager Du (en), impératrice de la dynastie Song.

## Crédit d'auteurs
- Cet article est partiellement ou en totalité issu de l'article intitulé « 902 » (voir la liste des auteurs).